# 高橋恭平 (アイドル)
高橋 恭平（たかはし きょうへい、2000年〈平成12年〉2月28日 - ）は、日本のアイドル、タレント、俳優。男性アイドルグループ・なにわ男子のメンバー。
大阪府出身。STARTO ENTERTAINMENT所属。

## 来歴
中学3年の時、バスケットボール部を引退した頃、姉が「何かさせなあかん」と応募。本人にはオーディション前日まで知らされておらず、「無理や、絶対行かへんで！」と言い張ったものの、半ば無理やり連れて行かれ、2014年11月23日にジャニーズ事務所に入所。同期に道枝駿佑、長尾謙杜がいる。
2018年10月6日結成、関西ジャニーズJr.内ユニット・なにわ男子のメンバーとなる。
2019年8月24日、24時間テレビドラマスペシャル『絆のペダル』でドラマ初出演。
2021年11月12日、なにわ男子としてシングル『初心LOVE』でCDデビューした。
2023年3月3日公開の映画『なのに、千輝くんが甘すぎる。』で初主演を務める。

## 人物
第36回「ベストジーニスト2019」4位入賞
第37回「ベストジーニスト2020」3位入賞。

## 出演
ユニットでの出演はなにわ男子#出演を参照。個人での出演のみ記載。

### テレビドラマ
- 絆のペダル（2019年8月24日、日本テレビ） - 宮澤崇史（学生時代）役[9]
- 年下彼氏 第13話「シュートを決めたなら」（2020年5月24日、ABC・朝日放送） - 主演・工藤歩 役（関西ジャニーズJr.主演）[16]
- メンズ校（2020年10月8日〔7日深夜〕 - 12月24日〔23日深夜〕、テレビ東京） - 主演・神木累 役（なにわ男子主演）[17]
- ジモトに帰れないワケあり男子の14の事情 第8話（2021年5月23日、ABC・朝日放送） - 主演・ワタル 役（関西ジャニーズJr.主演）[18]
- マイホームヒーロー 第1話 - 第9話（2023年10月25日 - 12月13日、MBS・TBS） - 間島恭一 役[19]
- 御上先生 第2話 - 第9話（2025年1月26日 - 3月16日、TBS） - 戸倉樹 役[20][21]
- クリエイタードラゴン「真夜中の社内恋愛」（2025年4月19日、日本テレビ）-主演・高橋恭平（本人） 役[22]
- ストロボ・エッジ Season1（2025年秋〈予定〉 - 、WOWOW） - 主演・一ノ瀬蓮 役（福本莉子とダブル主演）[23]

### 映画
- 関西ジャニーズJr.のお笑いスター誕生！（2017年8月26日公開、松竹）[24]
- メタモルフォーゼの縁側（2022年6月17日公開、日活） - 河村紡 役[25][26]
- なのに、千輝くんが甘すぎる。（2023年3月3日公開、松竹） - 主演・千輝彗 役[27]
- 映画 マイホームヒーロー（2024年3月8日公開、ワーナー・ブラザース映画） - 間島恭一 役[19][28]
- ロマンティック・キラー（2025年12月12日公開予定、東宝） - 主演・香月司 役（上白石萌歌、木村柾哉、中島颯太とクアトロ主演）[29]

### テレビ番組
- 痛快TV スカッとジャパン（フジテレビ）
  - 胸キュンスカッと「花壇で出会った王子様」（2018年8月27日） - 緑山義雄 役
  - 神対応スカッと「泣く子供を一瞬で笑顔に変えた一言」（2023年2月20日） - 主演・神橋幸平 役[30]

### ラジオ番組
- 関西ジャニーズJr.のバリバリサウンド（2018年5月1日 - 2022年3月29日[31]、FM OH!）[32][33]

### コンサート
- 関西ジャニーズJr. 『X'mas Show2015』（2015年11月29日 - 12月25日、大阪松竹座）[34]
- 関西ジャニーズJr. 『春休みスペシャルshow 2016』（2016年3月31日 - 4月11日、大阪松竹座）[35]
- 関西ジャニーズJr. 『X'mas Show 2016』（2016年11月30日 - 12月25日、大阪松竹座）[36]
- 関西ジャニーズJr. 春のSHOW合戦（2017年3月4日 - 28日、大阪松竹座）[37]
- 関西ジャニーズJr. 『X'mas SHOW 2017』（2017年12月1日 - 25日、大阪松竹座）[38]
- 関西ジャニーズJr. Concert 2018 〜Happy New ワン Year〜（2018年1月3日・4日、大阪城ホール）[39]
- 関西ジャニーズJr. 『春休みスペシャルShow 2018』（2018年3月1日 - 24日、大阪松竹座）[40]

### 舞台
- 少年たち 世界の夢が…戦争を知らない子供たち（2015年8月2日 - 8月26日、大阪松竹座）[41]
- ANOTHER & Summer Show（2016年8月2日 - 8月26日、大阪松竹座）[42]
- JOHNNYS' Future WORLD（2016年10月8日 - 10月25日、梅田芸術劇場）[43]
- 少年たち 南の島に雪は降る（2017年8月2日 - 27日、大阪松竹座）[44]
- 明日を駆ける少年たち（2018年8月4日 - 30日、大阪松竹座）[45]

### CM
- ISLAND「象の足クリーム」（2024年12月11日 - ）[46]

## 書籍

### 雑誌連載
- KADOKAWA『関西ウォーカー』「なにわ男子 高橋恭平のLOVE おさかな魚ーカー」（2021年3月号 - 10月号）[47]
- HERITAGE『Men's PREPPY』（2023年8月号 - ） - レギュラーモデル[48]